# Arena Gyeongsan
Arena Gyeongsan  - przeznaczona do koszykówki hala sportowa znajdująca się w mieście Gyeongsan, w Korei Południowej. W tej hali swoje mecze rozgrywa drużyna Gyeongsan BC. Hala może pomieścić 3 900 widzów, wszystkie miejsca są siedzące.